# Giusy Faragò
Giusy Faragò (Reggio Emilia, 26 dicembre 1993) è una giocatrice di calcio a 5 ed ex calciatrice italiana, di ruolo attaccante.

## Carriera

### Calcio a 11
Giusy Faragò inizia ad appassionarsi al calcio fin da giovanissima, decidendo di tesserarsi con la Polisportiva Foscato di Reggio Emilia e giocando con i maschietti nelle sue formazioni miste fino all'età di 12 anni.
Nel 2006 si trasferisce alla Reggiana dove ha l'opportunità di proseguire la carriera agonistica in una formazione interamente femminile, iniziando dalle formazioni giovanili fino ad arrivare alla squadra che partecipa al Campionato Primavera. Grazie alle buone prestazioni nelle giovanili l'allora tecnico Milena Bertolini la inserisce in rosa anche con la formazione titolare, debuttando in Serie A, massimo livello del campionato italiano femminile di calcio fin dai 15 anni d'età. Altre fonti indicano il suo debutto in Serie A nel corso della stagione 2009-2010, dove il 27 febbraio 2010, nel recupero dell'8ª giornata, al 72' rileva Veronica Brutti nell'incontro vinto per 4-1 sulle avversarie del Chiasiellis Durante la stagione, pur non partecipando alla fase finale, condivide la conquista della Coppa Italia, trofeo che rimarrà l'unico in bacheca dell'atleta, e il raggiungimento della quarta posizione in classifica.
Faragò rimane anche la difficile stagione successiva, dove ha anche l'occasione di scendere in campo nel minuto finale della Supercoppa 2010 vinta dalle campionesse d'Italia della Torres, stagione che vede la sua squadra essere subito eliminata in Coppa Italia e raggiungere solo il decimo posto in campionato, posizione che le vale comunque la salvezza, e durante la quale sigla la sua prima rete e la sua prima doppietta in Serie A il 7 maggio 2011, alla 24ª giornata, dove è tra le marcatrici dell'incontro dove la Reggiana si impone in casa del Venezia 1984 per 8-0. Al termine della stagione la dirigenza è costretta a rinunciare all'iscrizione alla Serie A, decidendo di ripartire dalla Serie C regionale svincolando tutte le sue tesserate.
Durante il calciomercato estivo 2011 Faragò decide di trasferirsi all'Olimpia Vignola, squadra iscritta al campionato di Serie A2 2011-2012, dove condivide la difficile stagione che vede la squadra guadagnarsi la promozione solo allo spareggio finale, battendo per 1-0 le rivali dell'Olimpia Forlì. Al termine del campionato, con sole 7 presenze, ritene conclusa l'esperienza con la società vignolese decidendo di fare ritorno alla Reggiana.
Rimane quindi legata alla società in maglia Granata per tutto il periodo successivo, contribuendo a risalire dalla Serie C Emilia-Romagna al termine della stagione 2013-2014 e, già in collaborazione con il Sassuolo, nell'ultima stagione iscritta come Reggiana, la 2016-2017, che vede il suo ritorno in Serie A e, dalla sua stagione successiva, la definitiva integrazione con la società neroverde diventandone la sua sezione femminile.

### Calcio a 5
Nell'agosto 2019 decide di avvicinarsi al Futsal (calcio a 5) sposando la causa del Bagnolo calcio a 5, partecipando al campionato regionale di categoria. Durante la sua prima stagione riesce anche a vincere, il 5 gennaio 2020, la Coppa Italia regionale da protagonista, trascinando la squadra fino alla vittoria finale. Come misura di prevenzione alla pandemia di COVID-19 in Italia, il campionato viene fermato nel marzo 2020 quando il Bagnolo stava lottando per l'accesso diretto alla serie A2. Fino allo stop forzato, Faragò si era resa protagonista di una stagione importante, mettendo a segno 24 reti tra campionato e coppa.
Al termine della stagione 2020-2021 riesce a conquistare l'approdo alla Serie A2 grazie alla vittoria ottenuta nei playoff nazionali, contro le piemontesi dello Sporting S. Rita. Faragò segna 12 reti nella stagione della conquista del campionato cadetto.

## Palmarès

### Calcio a 11
- Coppa Italia: 1

Reggiana: 2009-2010
- Campionato italiano di Serie B: 1

Reggiana/Sassuolo: 2016-2017

### Calcio a 5
- Coppa Italia (regionale): 1

Bagnolo Calcio a 5 2019-2020